# Juan Luis Suárez
Juan Luis Suárez (Gijón, España, 4 de abril de 1976) es un músico español, anteriormente uno de los guitarristas del grupo de pop El Sueño de Morfeo que desde 2002 hasta el día de hoy ha cosechado un gran éxito gracias a sus cuatro discos en 2005, 2007, 2009 y 2012.
Su carrera como profesional comienza en 2000 junto a Raquel del Rosario con su primer grupo Xemá. Más adelante, en 2002, nace El Sueño de Morfeo. Con el grupo estuvo desde sus inicios hasta su separación en 2013.
Padece de Espondilitis anquilosante desde hace algún tiempo; sin embargo, sigue siendo un ejemplo de superación. Se mantiene algo alejado de los focos y los medios de comunicación.
A pesar de que El Sueño de Morfeo lleva algún tiempo separado, mantiene contacto con sus compañeros de grupo. Uno de los reencuentros fue cuando Raquel del Rosario estaba en su segundo embarazo.
- Datos: Q5692463
- Multimedia: Juan Luis Suárez Garrido / Q5692463